# Transcontinental-and-Western-Air-Flug 8
Der Transcontinental-and-Western-Air-Flug 8 (Flugnummer: TW008) war ein inländischer Linienflug der Transcontinental and Western Air innerhalb Kaliforniens von San Francisco nach Hollywood. Am 4. November 1944 wurde der Flug mit einer Douglas DC-3-454 durchgeführt. Die Piloten flogen an diesem Tag mit der Maschine in eine Gewitterwolke ein, woraufhin sie in der Luft auseinanderbrach und bei Hanford, Kalifornien zu Boden stürzte. Bei dem Unfall kamen alle 24 Insassen ums Leben.

## Maschine
Bei dem Flugzeug handelte es sich um eine 1940 gebaute, zivile Douglas DC-3-454 mit der Werknummer 2251. Die Maschine wurde im Juli 1940 an die American Airlines ausgeliefert und erhielt in diesem Zuge das Luftfahrzeugkennzeichen NC28310 und die Flottennummer 10. Im Mai 1942 ging die Maschine an die Transcontinental and Western Air und erhielt bei dieser die Flottennummer 397. Das zweimotorige Mittelstreckenflugzeug wurde von zwei Doppelsternmotoren Pratt & Whitney R-1830-92 Twin Wasp mit je 1.200 PS Leistung angetrieben. Bis zum Zeitpunkt des Unfalls hatte die Maschine eine Gesamtbetriebsleistung von 13.167 Betriebsstunden absolviert.

## Besatzung und Passagiere
Den Linienflug von San Francisco nach Hollywood hatten 21 Passagiere angetreten. Es befand sich eine dreiköpfige Besatzung an Bord, bestehend aus dem 32-jährigen Flugkapitän Alfred Thomas Bethel aus Burbank, Kalifornien, dem 30-jährigen Ersten Offizier George Edward Smith aus Kenmore, New York und der 27-jährigen Flugbegleiterin Myrtle Irene Miller aus North Hollywood, Kalifornien.

## Flugverlauf und Unfallhergang
Die Maschine hob um 16:00 Uhr mit einer Stunde Verspätung gegenüber der geplanten Abflugzeit ab. Entsprechend dem Flugplan ließen die Piloten die Maschine nach dem Start auf ihre Reiseflughöhe von 10.000 Fuß steigen. Die Piloten meldeten planmäßig das Überfliegen von Fresno und gaben ihre Überflugszeit über Bakersfield mit 17:35 Uhr an. Bei Hanford beobachteten Augenzeugen, wie die Maschine in eine sich rasch bildende Formation aus Cumulonimbuswolken einflog. Vermutlich aufgrund von Turbulenzen drehte sich die Maschine um 180 Grad entlang ihrer Rollachse und nahm somit eine abnorme Fluglage ein. Die DC-3 brach dann auseinander und stürzte zu Boden. Alle 24 Insassen kamen dabei ums Leben.

## Ursache
Das Civil Aeronautics Board übernahm nach dem Unfall die Ermittlungen zur Unfallursache. Auf der Grundlage aller gesammelten Beweise sahen die Ermittler ein Strukturversagen unter schweren Turbulenzen als wahrscheinlichste Ursache für den Unfall an. Als beitragenden Faktor benannten die Ermittler die abnorme Fluglage zum Zeitpunkt, als das Strukturversagen einsetzte. Wieso sich die Maschine in der Gewitterwolke kopfüber drehte, konnte nicht ermittelt werden.